# Casino, Inc.
Casino, Inc. – komputerowa gra ekonomiczna wydana w 2003 roku przez firmę Konami na platformę Windows.